# Zero Branco
Zero Branco är en ort och kommun i provinsen Treviso i regionen Veneto i Italien. Kommunen hade 11 426 invånare (2018).